# Paraletharchus pacificus
Paraletharchus pacificus är en fiskart som först beskrevs av Osburn och Nichols, 1916.  Paraletharchus pacificus ingår i släktet Paraletharchus och familjen Ophichthidae. IUCN kategoriserar arten globalt som livskraftig. Inga underarter finns listade i Catalogue of Life.